# 버마멧토끼
버마멧토끼(Lepus peguensis)는 토끼과에 속하는 포유류의 일종이다. 캄보디아와 라오스, 미얀마, 태국 그리고 베트남에서 발견된다.

## 특징
버마멧토끼는 작거나 보통 크기의 멧토끼로 다 자라면 몸통 길이가 35~50cm이고 몸무게는 2kg부터 2.5kg 사이이다. 귀는 끝이 검고 길다. 몸 등 쪽은 불그스레한 회색을 띠고 엉덩이는 다소 회색빛이 감돌며 배 쪽은 희다. 꼬리 윗면은 희고 아랫면은 검다. 버마에서 발견되는 개체의 발은 희지만 태국에서 발견되는 종은 불그스레한 갈색 또는 누르스름한 갈색을 띤다.

## 분포 및 서식지
미얀마 남부와 친드윈강 남쪽부터 태국과 캄보디아, 라오스 남부, 베트남 남부를 포함하여 말레이반도 북쪽 부분까지 분포한다. 대부분 저지대에 서식하는 종이지만 해발 1,300미터와 같은 고지대에서도 발견되고, 다른 조사에서는 800미터 이상에서 발견되지 않는다. 일반적인 서식지는 경작지와 건조한 황무지, 숲과 해안가 모래 지역의 개간지이다. 계절성 범람원 강변 평지에서 흔하게 볼 수 있다.

## 생태
야행성 동물이고, 풀과 나뭇가지, 나무 껍질 등을 먹는다. 약 37일 동안의 임신 기간을 거친 후, 1년에 평균 3~4마리의 새끼를 낳는다. 평균 수명은 6년으로 추정된다.